# Collège John Abbott
Le Collège John Abbott (Anglais : John Abbott College ou JAC, en abrégé) est un collège d'enseignement général et professionnel anglophone située dans la ville de Sainte-Anne-de-Bellevue (Québec, Canada). Il est nommé en l'honneur de John Abbott, premier Premier ministre canadien né au Canada et ancien maire de Montréal.

## Campus

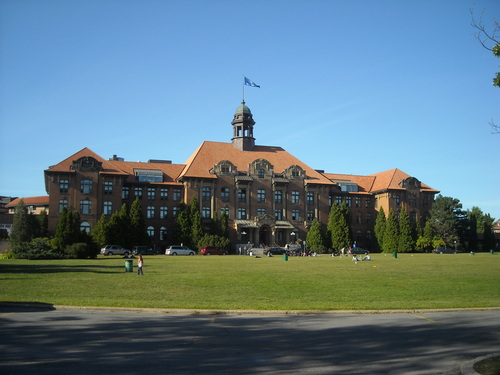
Pavillon Herzberg

Le campus est de dimension comparable aux campus des autres cégeps, toutefois muni de plus d'aires vertes. L'architecture y est victorienne. Le cégep faisait jadis partie du Campus Macdonald de l'Université McGill. Il accueille environ 6500 étudiants.
Les pavillons constituant le cégep sont les suivants : 
- Anne-Marie Edward Science Building, inauguré en 2013, honorant la mémoire d'une étudiante du collège victime de la Tuerie de l'École polytechnique de Montréal[1];
- Brittain: En l'honneur du Dr. W. H. Brittain qui fut Vice-Principal du Macdonald College;
- Casgrain: en l'honneur de la sénatrice Thérèse Casgrain, militante pour les droits des femmes;
- Herzberg: en nom de Gerhard Herzberg, Canadien Prix Nobel de Physique;
- Hochelaga: Nom autochtone de Montréal;
- Penfield: En mémoire de Wilder Penfield, neuro-chirurgien montréalais réputé;
- Stewart: du nom de M. et Mme Walter Stewart, donateurs envers le McDonald College.

De nos jours, le cégep John Abbott College se spécialise dans les programmes de sciences de la nature et de techniques policières.
L'endroit est difficile d'accès[Qui ?] (principalement par l'autoroute 20, souvent engorgée ou par les circuits d'autobus 200, 211 et 411) et sa clientèle est principalement constituée de résidents des alentours[réf. nécessaire]. Le cégep bénéficie de nombreuses donations des résidents du secteur.

## Programmes

### Techniques
- Bio Pharmacologie [235.C0]
- Administration des affaires [410.D0]
- Science informatique[420.A0]
- Hygiène dentaire [111.A0]
- Technologie de l'ingénierie [244.A0]
- Technologies de l'information [293.A0]
- Infirmerie [180.A0]
- Police [210.A0]
- Soins préhospitaliers d'urgence (Paramédics) [181.A0]
- Théâtre professionnel (Option comédie ou design) [561.A0 et 561.C0]
- Technologies du design, de la publication et de l'hypermédia [412.A0]
- Interventions correctionnelles chez les jeunes et adultes [310.B0]

### Pré-universitaire
- Arts et science [700.A0]
- Arts créatifs, littérature et langues [500.A1]
- Double DEC: science et sciences Humaines
- Arts visuels [510.A0]
- Science générales
- Sciences générales Humaines (incluant tous les profils)
- Art libéral [700.B0]
- Science [200.B0]
- Sciences Humaines [300.A0]

## Anciens élèves notables
- Caroline Boileau, artiste contemporaine

## Enseignants
- Linda Leith
- George Springate, un des fondateurs du programme « Police Technology »